# Saint-Christophe (Creuse)
Saint-Christophe è un comune francese di 136 abitanti situato nel dipartimento della Creuse nella regione della Nuova Aquitania.

## Società

### Evoluzione demografica
Abitanti censiti